# カヤンザ
カヤンザ（Kayanza）は、ブルンジ・ブタニェレラ県の都市。カヤンザ郡（コミューン）の行政中心地。ブルンジ北部に位置し、国道1号線、国道6号線、国道10号線が市内で交差する。人口は19,024人（2012年推計）。
カヤンザでは紅茶とコーヒーが生産されている。

## 歴史
ルワンダ紛争の期間中はツチとフツの軍事衝突が起こった。
1982年から2025年まで存在したカヤンザ県の県都であった。